# Юсуф
Юсуф (араб. يوسف‎‎), (біблійний Йосиф) — ісламський праведник (саддик) і пророк (набі). Він був сином Якуба (Якова) і Рахілі. Він був посланий Аллахом до народу Єгипту. Його іменем названа 12-та сура Корану, що складається з докладного і композиційно завершеного викладу його історії

## Історія Юсуфа в Корані
Хлопчиком Юсуф бачив сон, у якому йому поклонялися сонце, місяць і зорі. Батько (Якуб) наказав йому не розповідати про цей сон братам. Брати замислили згубити батькового улюбленця, вмовили відпустити його разом з ними пасти худобу, та вбити його не наважились і вкинули до криниці, а батькові принесли закривавлену сорочку, оголосивши, що хлопчика роздер вовк. Люди, що проходили караваном, знайшли Юсуфа і продали його до Єгипту, де він виріс у домі вельможі. Дружина вельможі намагалась спокусити юнака; він намагався втекти від неї, та вона розірвала йому ззаду сорочку, а потім, обурена його відмовою, оголосила, що Юсуф зазіхав на її честь. Невинність Юсуфа довели завдяки тому, що сорочка була розірвана ззаду, а не спереду. Містом поповзли чутки про те, що знатна дама намагалась спокусити юнака. Тоді вона запросила до себе жінок міста, всадовила їх, дала їм фрукти і ножі, щоб їх різати, а потім наказала Юсуфові пройти мимо них. Вражені його красою, жінки порізали собі руки від хвилювання, після чого збагнули причину захоплення дружини вельможі.

Незважаючи на очевидну невинність, Юсуфа вкинули до в’язниці, де виявилась його здібність дарована Аллахом дізнаватись про втаємничене, зокрема тлумачити сни. Він правильно розтлумачив сенс снів своїх сусідів по в’язниці, передбачивши, що одного звільнять, а іншого розіпнуть. Звільнений пообіцяв Юсуфу допомогти звільнитися, та забув про нього, згадавши лише тоді, коли цар вимагав від свого оточення пояснити його дивний сон. Вислухавши тлумачення-пораду, цар викликав Юсуфа, визнав його невинним, звільнив із в’язниці і зробив його своїм скарбником.

Одного разу у Єгипті з’явилися брати Юсуфа. Вони не впізнали його, а він зажадав від них, щоб вони привезли з собою свого молодшого брата, інакше їх товари не будуть продаватися у Єгипті; куплений у них крам таємно їм повернули. Якуб не хотів відпускати свого улюбленця, та погодився на вмовляння синів, наказавши їм входити до Єгипту через різні брами. У Єгипті Юсуф наказав заховати у поклажі свого молодшого брата царську чашу, а потім оголосити про її зникнення. Її знайшли, і молодший брат був затриманий за крадіжку. Брати повернулися до батька, а потім знову прийшли до Юсуфа просити про звільнення брата. Тоді він відкрився їм і послав з ними свою сорочку, яка зцілила батькову сліпоту. Якуб приїхав до Єгипту до віднайденого улюбленого сина. Юсуф зустрів його з великою пошаною і сказав, що його нинішнє величне становище і є здійсненням колишнього сну (12: 4—103). Окрім того, Юсуф ще двічі згадується в Корані як праведник і пророк, якому не вірили за життя (6:84; 40:34/36).

### Особливості коранічноїсурипро Юсуфа
Образ Юсуфа і розповідь про нього посідають у Корані особливе місце. Сам текст сури підкреслює виняткове значення цієї оповіді: вона називається найпрекраснішою (12:3), у зв’язку з нею наголошується на арабській мові Корану (12:2). Сура витримана в єдиному стилі, має практично єдину риму і строгу композицію. Це приклад красивої оповіді, що за стилем і ідейним настроєм відрізняється від інших коранічних оповідей про пророків. Текст сури вказує на те, що ця оповідь була невідомою, її розповідають, а не нагадують про неї. Основний ідейний стрижень оповіді — випробування, яким Аллах піддав Юсуфа, постійно підтримуючи в ньому віру і ведучи до благополуччя і торжества. В цій сурі дуже сильним є художній елемент, що сприяло її значенню для мусульманської культури. Цю суру вважали найкрасивішою частиною Корану, що за цінністю переважає усю Тору. Стверджувалось, що Аллах посилав цю суру кожному з пророків, та юдеї приховували її, і лише Мухаммед оголосив її людям. Через надмірно художній стиль деякі шиїти не вважають її автентичною частиною коранічного тексту.

## Післякоранічні передання про Юсуфа
Післякоранічні передання і коментарі наводять численні імена діючих осіб, що не названі у Корані, — імена братів, вельможі — Кітфір (бібл. Потифар) і т. д. Роз’яснюються деякі місця тексту, наприклад які фрукти були подані єгипетським жінкам, звідки брати дізналися про сон Юсуфа і т. д. Особливо наголошується на його здібності знати втаємничене, до нього зазвичай застосовується епітет саддик («той, хто знає і оголошує людям приховану істину»). Головним мотивом передання поступово стає мотив неземної краси Юсуфа і пов’язана з ним історія про дружину вельможі, що стала сюжетом для багатьох переказів і літературних творів. Саме в літературних творах, приблизно з Х ст. з’являється і стає потім широко відомим ім’я дружини вельможі — Зулайха. Історія Юсуфа і Зулайхи — улюблений сюжет середньовічних мусульманських поетів Ірану та Індії.

### Юсуф у творахсуфіїв
Образ Юсуфа, що поєднує мотив земної любові і тісного зв’язку з Аллахом, як і численні інші мотиви його історії, часто використовувались у творах суфіїв. Сама оповідь трактується символічно, як опис різних ситуацій у взаєминах серця з вищими і нижчими світами. Історія Юсуфа також стала для суфіїв приводом для роздумів про сни, як про один із способів осягнення прихованих сутностей.

## Походження коранічної оповіді про Юсуфа
Мусульманські оповіді про Юсуфа беруть свій початок у біблійній оповіді, та мають чимало відмінностей, що частково походять від християнських легенд. Частково вони є художніми елементами чи спотвореннями, що виникли в ході усного побутування оповіді, переказаної в Корані. Можливо, метою цих оповідань є бажання посилити протиставлення коранічного варіанту історії Юсуфа тим, які виголошували юдейські чи християнські проповідники.